# Празен чек
„Празен чек“ (на английски: Blank Check) е американска комедия от 1994 г. на Рупърт Уейнрайт, и във филма участват Браян Бонсал, Карън Дъфи, Мигел Ферер, Джеймс Ребхорн, Тоун-Лок, Джейн Аткинсън и Майкъл Лърнър. Пуснат е на 11 февруари 1994 г. от Уолт Дисни Пикчърс.

## Актьорски състав
- Браян Бонсал – Престън Уолтърс/Г-н Макинтшон
- Карън Дъфи – Шей Стенли
- Мигел Ферер – Карл Куигли
- Майкъл Лърнър – Едуард Бидърман
- Тоун-Лок – Джус
- Джеймс Ребхорн – Фред Уотърс
- Джейн Аткинсън – Сандра Уотърс
- Рик Дюкомън – Хенри
- Деби Алън – Ивон
- Крис Деметрал – Дамиан Уолтърс
- Майкъл Фостино – Ралф Уолтърс
- Алекс Зукърман – Бъч

## В България
В България филмът е излъчен на 27 януари 2007 г. по bTV.
На 14 декември 2019 г. е излъчен и по FOX.
Дублажи
| Озвучаващи артисти  | Елена Русалиева Татяна Захова Мариана Жикич Владимир Пенев Цанко Тасев Тодор Николов |
| Преводач            | Луиза Топузян                                                                        |
| Тонрежисьор         | Наталия Василева                                                                     |
| Режисьор на дублажа | Красимир Куцупаров                                                                   |

| Преводач            | Полина Николова                                                        |
| Тонрежисьор         | Петър Пейков                                                           |
| Режисьор на дублажа | Таня Димитрова                                                         |
| Озвучаващи артисти  | Златина Тасева Петя Абаджиева Любомир Младенов Цанко Тасев Илиян Пенев |